# Женщина за прилавком
«Женщина за прилавком» (Žena za pultem) — чехословацкий драматический телевизионный сериал режиссёра Ярослава Дудека, вышедший в Чехословакии в 1977 году.
Автором сценария был Ярослав Дитл. Этот же творческий дуэт работал над легендарной «Больницей на окраине города».

## Сюжет
Это история о жизни и заботах продавщицы Анны Голубовой и ее коллег из продуктового магазина. На момент выхода он, как и все сериалы Дитла, был весьма популярен. Сюжет затрагивает вопросы человечности, дружбы, отношений в трудовом коллективе. Критике подвергались сцены с полными прилавками еды и услужливыми продавщицами, что не соответствовало реальности того времени. Досталось авторам и за сумбурную личную жизнь главной героини.

## В ролях
- Йиржина Шворцова (Jiřina Švorcová) — Анна Голубова
- Петр Ханичинец (Petr Haničinec) — Карел Брож
- Цозеф Лангмилер (Josef Langmiler) — Иржи Голуб, бывший муж Анны
- Дана Медржицка (Dana Medřická) — Паперова, мать Анны
- Яна Бушкова (Jana Boušková) — Михала Голубова, дочь Анны
- Ян Потмешил (Jan Potměšil) — Пётр Голуб, сын Анны
- Владимир Меншик (Vladimír Menšík) — директор магазина Вацлав Карась
- Гана Мациухова (Hana Maciuchová) — Олинка Шкарапесова (позже Раденцова), коллега Анны из отдела деликатесов
- Zdeněk Řehoř — заместитель директора Вилимек
- Владимир Главатый (Vladimír Hlavatý) — кладовщик Франтишек Доминик
- Яромир Ганзлик (Jaromír Hanzlík) — кладовщик Оскар Хемерлик

## Список серий
1. Анна приступает к работе (Anna nastupuje)
2. История зеленщика Иржинки (Příběh zeleninové Jiřinky)
3. История о заместителе начальника (Příběh šéfova zástupce)
4. История о мяснике Лади и кладовщике Оскаре (Příběh řeznice Lady a skladníka Oskara)
5. История старого Доминика (Příběh starého Dominika)
6. Победа продавщицы Калашковой (Vítězství prodavačky Kaláškové)
7. История ученицы Зузаны (Příběh učednice Zuzany)
8. История двух кассиров (Příběh dvou pokladních)
9. История пенсионерки Кубаньковой (Příběh důchodkyně Kubánkové)
10. История сына шефа (Příběh šéfova syna)
11. Свадьба Олинки из отдела деликатесов (Svatba lahůdkové Olinky)
12. Рождество Анны Голубовой (Vánoce Anny Holubové)